# The Coffin of Andy and Leyley
The Coffin of Andy and Leyley — компьютерная игра в жанре приключенческого хоррора, разработанная компанией Nemlei и изданная Kit9 Studio для Windows. Игра изначально была выпущена как демоверсия на itch.io 25 марта 2023, и позже вышла в Steam 13 октября 2023 в раннем доступе.

## Игровой процесс
Геймплей представляет собой приключенческую RPG с видом сверху. Игрок берёт под контроль брата и сестру — Эндрю и Эшли Грейвс, исследуя окружающую среду и решая различные задачи для продвижения по сюжету. Иногда игра даёт выбор, который может повлиять на дальнейший сюжет, и открыть одну из концовок.

## Сюжет

### Эпизод 1
Эндрю и Эшли на протяжении трех месяцев заперты в своей квартире без еды. Дом охраняют вооруженные люди, не позволяющие никому выбраться. Их сосед вызывает демона и тот забирает его душу. Герои прибегают к каннибализму.
Эшли приносит душу охранника в жертву демону. Взамен тот даёт героине талисман, дарующий вещие сны. Брат и сестра скрываются.

### Эпизод 2
Во сне Эшли, их с братом убивают. Герои избавляются от убийцы. Эшли вновь засыпает и встречает демона, сообщающего, что талисман разрядился и для его перезарядки, необходимо принести в жертву больше душ. В качестве «оплаты», брат и сестра выбирают своих родителей.
В первой концовке, благодаря талисману, герои узнают, что их отношения станут сексуальными. Во второй же, Эшли понимает, что Эндрю может попытается её убить.

## Разработка
Игра была создана инди-разработчиком Nemlei на основе движка RPG Maker. Её первый эпизод был выпущен на сайте itch.io. 13 октября 2023 года игра стала доступна в раннем доступе в Steam и на тот момент уже состояла из двух эпизодов. 1 апреля 2025 вышел эпизод 3А.